# Ветрово (Псковская область)
Ветро́во — урочище на территории Серёдкинской волости в Псковском районе Псковской области. 
Расположено на берегу реки Чёрная, в 15 км к северо-западу от села Серёдка, западнее деревни Боровик.
Скит иеромонаха Романа (Матюшина), который поселился здесь в 1994 году по благословению митрополита Псковского и Порховского Евсевия, церковь в честь иконы Божией Матери «Взыскание погибших».

## История
Деревня Ветрово снята с учёта решением Псковского облисполкома № 69 от 13 февраля 1975 года. Затем Ветрово не имея статуса населённого пункта числилось как деревня, с 2005 года, в соответствии с областным законом «Об установлении границ и статусе вновь образуемых муниципальных образований на территории Псковской области» в составе Серёдкинской волости. Законом Псковской области от 29.12.2014 № 1478-ОЗ упоминание о деревне Ветрово в законе Псковской области «Об установлении границ и статусе вновь образуемых муниципальных образований на территории Псковской области»" было исключено.